# Nehézfém
A nehézfém fogalma fémes tulajdonságokkal rendelkező kémiai elemek nem pontosan meghatározott csoportjára utal; nagyjából az átmenetifémek, egyes félfémek, lantanoidák és aktinoidák tartoznak bele. Több kísérlet történt a nehézfémek definiálására, többek közt sűrűségük, rendszámuk vagy relatív atomtömegük, néha kémiai tulajdonságaik vagy toxikusságuk alapján. Magát a „nehézfém” elnevezést az IUPAC egy technikai jelentésében „téves értelmezésnek” nevezi az egymásnak ellentmondó meghatározások és a „koherens tudományos alap” hiánya miatt. A toxikusság alapján meghatározott nehézfémek szinonimája a mérgező fém vagy toxikus fém, aminek a definícióját szintén nem övezi konszenzus. Szövegkörnyezettől függően a nehézfémek közé sorolhatnak a szénnél könnyebb elemeket is, vagy kizárhatják közülük a legnehezebb fémeket is.
A két leggyakoribb értelmezés mindenesetre a sűrűség, illetve a toxikusság alapján történő besorolás.
Sűrűség szerint nehézfémnek szokás nevezni a 4,5 g/cm³-nél, más források szerint 5 g/cm³-nél nagyobb sűrűségű fémeket és ötvözeteiket; ilyenkor a határértéknél könnyebb fémek neve könnyűfém.
A toxikussággal, illetve a környezeti ártalmakkal összefüggő értelmezés szerint általában az ólom, kadmium, higany, arzén tartozik a nehézfémek közé, de sokszor ide sorolják pl. a szobahőmérsékleten mindössze 2,70 g/cm³ sűrűségű alumíniumot is.[forrás?]
Könnyűfémnek számítanak pl. az alumínium, a berillium, a kalcium, a magnézium, a nátrium, a stroncium, a lítium és a titán.
A nehézfémek a természetben változatos koncentrációkban fordulnak elő. A modern korban a nehézfémek antropogén forrásokból is bekerülnek a természetbe, mint szennyező anyagok.

## Biológiai szerepük
Az élőlényeknek egyes „nehézfémekre” különböző mértékben szükségük van: a vas, a kobalt, a mangán, a molibdén és a cink az ember számára szükséges elemek, melyekből a túlzott bevitel káros is lehet. Más nehézfémek, mint a higany, plutónium vagy ólom mérgező fémek, melyeknek nincs ismert élettani funkciójuk, felhalmozódásuk súlyos betegségekhez vezethet. Egyes, általában toxikus elemek bizonyos szervezetek számára hasznosak lehetnek; ilyenek pl. a vanádium, a volfrám és a kadmium is.
Az orvoslásban a toxikus fémeket tekintik nehézfémeknek, atomtömegüktől függetlenül: a „nehézfémmérgezés” jelentheti túlzott mennyiségű vas, mangán, alumínium, higany, kadmium vagy berillium (a negyedik legkönnyebb elem) bevitelét, vagy akár az arzénét, ami valójában félfém. Ez a definíció alacsony toxicitása miatt kizárja a bizmutot, ami az egyik legnehezebb stabil elem.

## Fordítás
- Ez a szócikk részben vagy egészben a Heavy metal (chemistry) című angol Wikipédia-szócikk ezen változatának fordításán alapul.  Az eredeti cikk szerkesztőit annak laptörténete sorolja fel. Ez a jelzés csupán a megfogalmazás eredetét és a szerzői jogokat jelzi, nem szolgál a cikkben szereplő információk forrásmegjelöléseként.